# Георг Нідермаєр
Георг Нідермаєр (нім. Georg Niedermeier, нар. 26 лютого 1986, Мюнхен) — німецький футболіст, захисник клубу «Фрайбург».

## Клубна кар'єра
Народився 26 лютого 1986 року в місті Мюнхен. Вихованець футбольної школи клубу «Баварія», в якій перебував 13 років.
У дорослому футболі дебютував 2003 року виступами за другу команду «Баварії», в якій провів п'ять сезонів, взявши участь у 88 матчах чемпіонату.
Своєю грою за цю команду привернув увагу представників тренерського штабу «Штутгарта», до складу якого приєднався на початку 2009 року за 3,5 млн євро. Наразі встиг відіграти за штутгартський клуб 80 матчів в національному чемпіонаті.

## Виступи за збірну
Протягом 2002—2004 років виступав у складі юнацької збірної Німеччини, всього взявши участь у 14 іграх на юнацькому рівні.